# Queda do comunismo na Albânia
A Queda do Comunismo na Albânia, o último evento desse tipo na Europa fora da União Soviética, começou em dezembro de 1990 com manifestações estudantis na capital, Tirana, embora os protestos tenham começado em janeiro daquele ano em outras cidades como Shkodra e Kavajë. O Comitê Central do Partido Comunista do Trabalho da Albânia permitiu o pluralismo político em 11 de dezembro e o maior partido da oposição, o Partido Democrático, foi fundado no dia seguinte. As eleições de Março de 1991 deixaram o Partido do Trabalho no poder, mas uma greve geral e uma oposição urbana levaram à formação de um “governo de estabilidade” que incluía não-comunistas. Os antigos comunistas da Albânia foram derrotados nas eleições de Março de 1992, no meio do colapso econômico e da agitação social, com o Partido Democrata a conquistar a maioria dos assentos e o líder do seu partido, Sali Berisha, a tornar-se presidente.

## Prelúdio
Enver Hoxha, que governou a República Popular Socialista da Albânia durante quatro décadas, morreu em 11 de abril de 1985. Ramiz Alia sucedeu a Hoxha como Primeiro Secretário do Partido do Trabalho e gradualmente introduziu reformas econômicas e abriu laços diplomáticos com os países da Europa Ocidental.
Durante as revoluções de 1989, muitos albaneses permaneceram inconscientes dos acontecimentos por causa da informação controlada pelo Estado no país isolado. Alguns albaneses não sabiam que o Muro de Berlim havia caído em novembro de 1989.
Em janeiro de 1990, as primeiras revoltas começaram em Shkodra, onde algumas centenas de pessoas queriam demolir a estátua de Josef Stalin, e de lá se espalharam para algumas outras cidades. Eventualmente, o regime existente introduziu alguma liberalização, incluindo medidas em 1990 que previam a liberdade de viajar para o estrangeiro. Foram iniciados esforços para melhorar os laços com o mundo exterior.
Mikhail Gorbachev adotou novas políticas de glasnost e perestroika na União Soviética em 1985. Depois de Nicolae Ceauşescu, o líder comunista da Romênia, ter sido executado durante a Revolução Romena de 1989, Alia sabia que poderia ser o próximo se não fossem feitas mudanças radicais. Ele então assinou o Acordo de Helsínquia, que forçou a conformidade com os padrões de direitos humanos da Europa Ocidental. Alia também organizou uma reunião com os principais intelectuais da época sobre formas de reformar o sistema político albanês. Sob Alia, ocorreram as primeiras eleições pluralistas desde que os comunistas tomaram o poder na Albânia em 1944. O partido de Alia venceu as eleições de 31 de março de 1991.
No entanto, era claro que a transição para a democracia não seria interrompida. Muitos membros importantes do recém-formado Partido Democrata usavam sobretudos leves durante as manifestações, enquanto Sali Berisha, então ainda membro do Partido Trabalhista, foi ouvido agradecendo a Ramiz Alia ao discursar sobre os protestos estudantis, e foi visto dirigindo pela Praça Skanderbeg com um veículo do governo. Entretanto, uma manifestação estudantil foi reprimida pela polícia estadual nos dormitórios da Cidade Estudantil de Tirana. Ramiz Alia convidou uma delegação de estudantes da Universidade de Tirana para discutir as suas preocupações e chegar a um compromisso.
Os comunistas conseguiram manter o controle do governo no primeiro turno das eleições, mas caíram dois meses depois durante uma greve geral. Um comité de “salvação nacional” assumiu o poder, mas também ruiu no espaço de seis meses.  Alia renunciou ao cargo de presidente e foi sucedida por Berisha, o primeiro líder democraticamente eleito da Albânia desde o bispo Fan Noli.

## Governo pós-comunista
A mudança do comunismo para a democracia evidentemente teve muitos desafios. O Partido Democrata teve de implementar as reformas que tinha prometido, mas estas ou foram demasiado lentas ou não resolveram os problemas da nação, resultando na decepção das pessoas quando as suas esperanças de prosperidade rápida não se concretizaram. Muitos albaneses também ficaram frustrados com o crescente autoritarismo de Sali Berisha, incluindo a pressão sobre a oposição, os meios de comunicação social e a sociedade civil. Nas eleições gerais de Junho de 1996, o Partido Democrata tentou obter a maioria absoluta e manipulou os resultados.
A agitação civil albanesa de 1997 fez com que o governo caísse após o colapso de uma série de grandes "esquemas de pirâmide" (mais precisamente, esquemas Ponzi) e da corrupção generalizada na Albânia, que causou desordem e rebelião em todo o país. O governo tentou suprimir a revolta pela força mas a tentativa falhou, devido ao baixo moral e à corrupção nos militares da Albânia. Com a ajuda da mediação internacional liderada pelo enviado especial da OSCE, Franz Vranitzky, os partidos no poder e a oposição concordaram em formar um Governo de Reconciliação e em realizar novas eleições. Para garantir a calma e evitar um fluxo de refugiados, nove estados contribuíram com forças militares para uma força internacional chamada Operação Alba.
As eleições parlamentares albanesas de 1997, em junho, levaram ao poder o Partido Socialista (antigo partido comunista), da oposição, que governou sob vários primeiros-ministros até 2005. O Partido Democrata venceu as eleições parlamentares em 2005 e 2009, e a Albânia foi novamente governada por Sali Berisha, desta vez como primeiro-ministro. O Partido Socialista venceu as eleições em 2013 e é governado pelo chefe do seu partido e primeiro-ministro Edi Rama.
De acordo com a constituição, aprovada por referendo em 22 de Novembro de 1998, promulgada em 28 de Novembro de 1998, e alterada em Janeiro de 2007, a Albânia tem um sistema democrático de governo com separação de poderes e protecção dos direitos humanos fundamentais.
Desde o fim do comunismo, o país tornou-se mais alinhado com o Ocidente do que as suas, embora pouco entusiasmadas, relações com a Rússia ou a China. A Albânia aderiu à OTAN em 2009 e pretende aderir à União Europeia no futuro.